# Гуанчжоу-Байюнь (колишній аеропорт)
Колишній міжнародний аеропорт Гуанчжоу-Байюнь (IATA: CAN, ICAO: ZGGG) — колишній і головний (на тот час) аеропорт Гуанчжоу, Китай до 5 серпня 2004 року, коли його замінив аеропорт з такоюж назвою, за 23 км на північ.

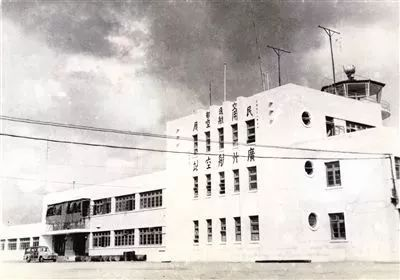
Новий (на тот момент) термінал аеропорту Байюнь в 1949 році

## Аварії та катастрофи
- 24  грудня 1982 року рейс 2311 CAAC[en] Іл-18Б був знищений вогнем після приземлення в аеропорту. 25 із 69 людей на борту загинули. Причиною катастрофи стала непогашена сигарета одного з пасажирів.

- 2  жовтня 1990 року рейс 8301 авіакомпанії Xiamen Airlines, Boeing 737-247, був захоплений на маршруті до Гуанчжоу із Сямень. Під час приземлення в аеропорту він врізався в Boeing 757-21B China Southern Airlines, що рулив, а також пошкодив припаркований Boeing 707-3J6B China Southwest Airlines[en]; із 225 пасажирів всіх літаків 97 вижили.